# كابتن كيرك دوغلاس
كابتن كيرك دوغلاس (بالإنجليزية: Captain Douglas)‏ هو موسيقي وعازف قيثارة أمريكي، ولد في 30 سبتمبر 1972.

## وصلات خارجية
- كابتن كيرك دوغلاس على موقع ميوزك برينز (الإنجليزية)
- كابتن كيرك دوغلاس على موقع ديسكوغز (الإنجليزية)